# 佐久間信重
佐久間 信重（さくまのぶしげ）は、江戸時代前期の旗本。
父・佐久間信辰に従って上野国館林城に赴く。慶長5年（1600年）の関ヶ原の戦いの際、徳川秀忠の上田城攻略に榊原康政の配下として参加（上田合戦）。元和元年（1615年）の大坂の陣では康政の子・康勝に属して先鋒を務め、5月6日の八尾・若江の戦いでは飯森口で木村宗明（主計）の陣を攻め落として首級を挙げた。翌7日には天王寺表で毛利勝永の部隊と交戦し、また首級を挙げた（天王寺・岡山の戦い）。
養父・佐久間信栄の所領武蔵国児玉郡、横見郡の内から1000石を分与された。後に御書院番に列せられた。
寛永15年（1638年）8月21日、江戸幕府の命により石川貴成（弥左衛門）と共に鳥取藩に向かい、まだ幼かった藩主松平勝五郎（池田光仲）の後見役として赴任。後に大久保正信（権右衛門）と共に越後国村上に目付代として赴任。正保2年（1645年）8月5日、幕府が江戸城外曲輪と近郊に番屋を設置するにあたり監督官を務める。